# Kikoi

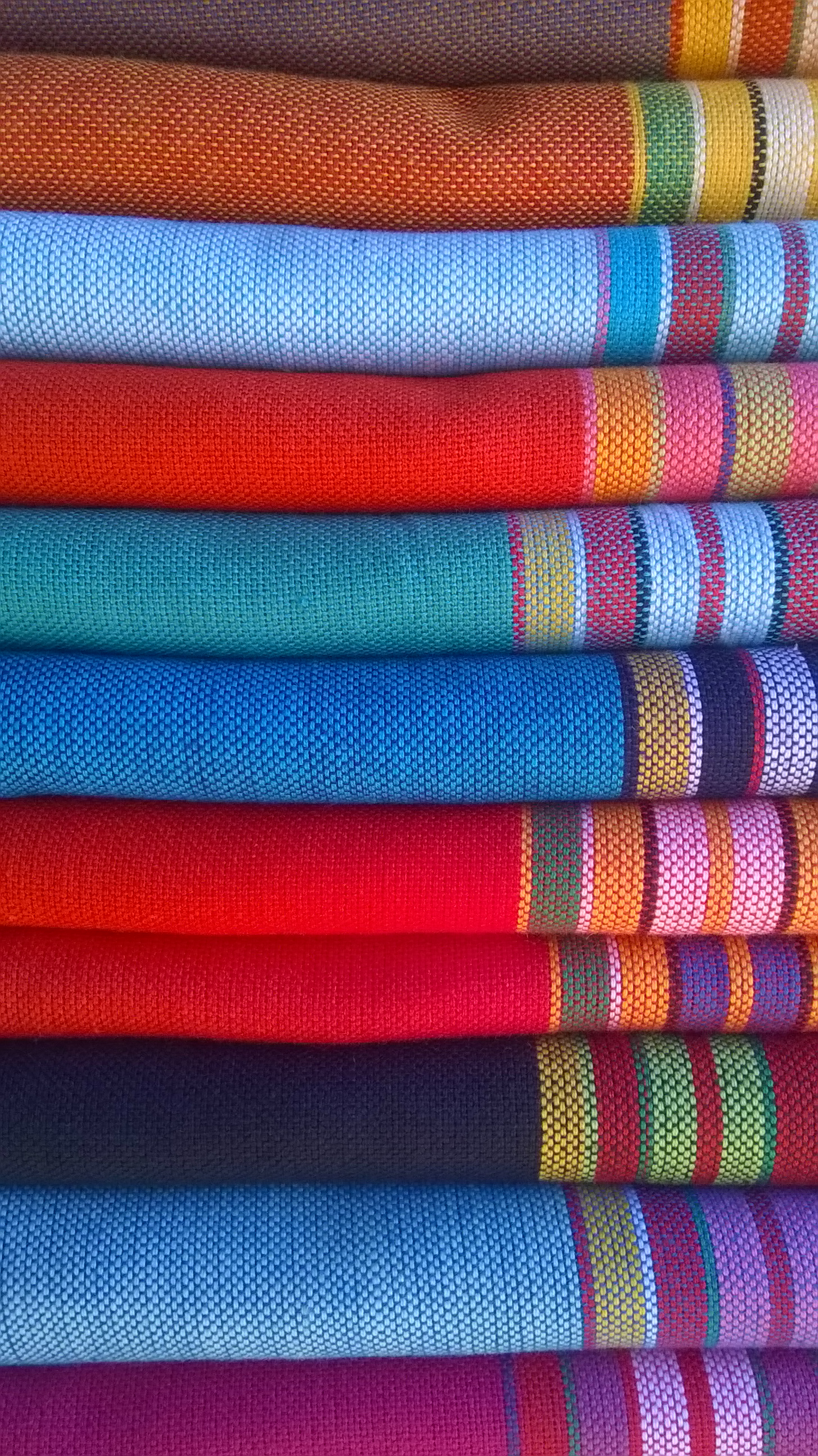
Kikois au marché de Nairobi

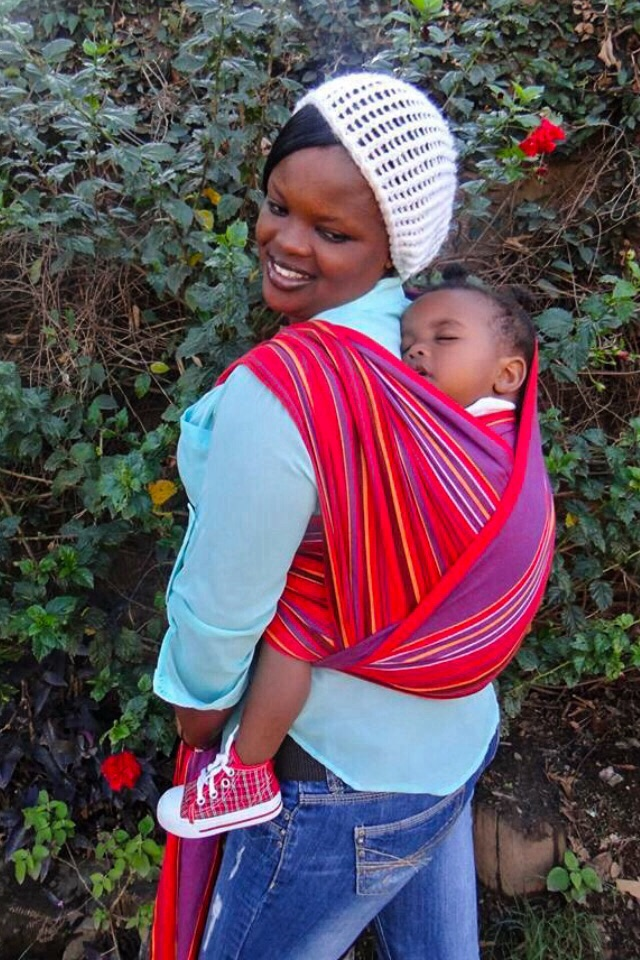
Porte-bébé en kikoi (Kenya)

Un kikoi, ou kikoy, est un tissu d'origine africaine, particulièrement utilisé en Afrique de l'Est. Il a des nombreuses utilisations, on peut donc se permettre de le comparer au pareo. Le kikoi est connu pour ses couleurs africaines vibrantes et ses superbes rayures.